# Pele humana
A pele, cútis ou tez, em anatomia, é o órgão integrante do sistema tegumentar (junto ao cabelo e pelos, unhas, glândulas sudoríparas e sebáceas), que tem por principais funções a proteção dos tecidos subjacentes, regulação da temperatura somática e ainda conter terminações nervosas sensitivas.
A pele, cujo nome anatómico internacional é cútis,[carece de fontes?] é o revestimento externo do corpo, considerado o maior órgão do corpo humano e o mais  pesado. Compõe-se da pele propriamente dita e da tela subcutânea.

## Histologia
A pele apresenta duas camadas: a epiderme e a derme.
A pele é praticamente idêntica em todos os grupos étnicos humanos. Nos indivíduos de pele escura, os melanócitos produzem mais melanina que naqueles de pele clara, porém o seu número é semelhante.
A pele é responsável pela termorregulação, pela defesa, pela percepção e pela proteção. Ela nos protege das doenças, porém não é 100% eficaz, podendo deixar entrar larvas de esquistossomos e do ancilóstomo.

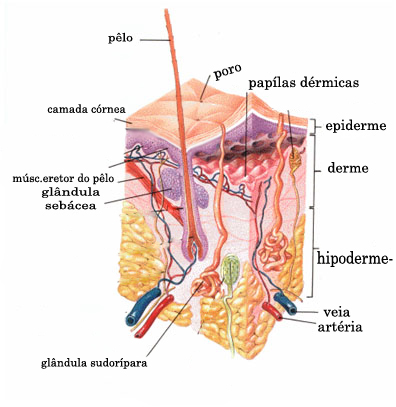

### Epiderme
A epiderme é uma camada com profundidade diferente conforme a região do corpo. Zonas sujeitas a maior atrito como palmas das mãos e pés têm uma camada mais grossa (conhecida como pele glabra por não possuírem pelos), e variam de 0,04 mm até 1,6 mm de espessura.
A epiderme é constituída por um epitélio estratificado pavimentoso queratinizado (células escamosas em várias camadas). A célula principal é o queratinócito (ou ceratinócito), que produz a queratina. A queratina é uma proteína resistente e impermeável responsável pela proteção. Existem também ninhos de melanócitos (produtores de melanina, um pigmento castanho que absorve os raios UV); e células imunitárias, principalmente células de Langerhans, gigantes e com prolongamentos membranares.
A epiderme não possui vasos sanguíneos, porque se nela houvesse vasos ficaria mais sujeita a ser "penetrada" por microorganismos. Os nutrientes e oxigénio chegam à epiderme por difusão a partir de vasos sanguíneos da derme.
- A epiderme apresenta várias camadas. A origem da multiplicação celular é a camada basal. Todas as outras são constituídas de células cada vez mais diferenciadas que, com o crescimento basal, vão ficando cada vez mais periféricas, acabando por descamar e cair (uma origem importante do pó que se acumula nos locais onde vivem pessoas ou outros seres vivos).
- Camada basal: é o mais profundo, em contacto com derme, constituído por células cúbicas pouco diferenciadas que se dividem continuamente, dando origem a todas as outras camadas. Contém muito pouca queratina. Algumas destas células diferenciam-se e passam para as camadas mais superficiais, enquanto outras permanecem na camada basal e continuam a se dividir.
- Camada espinhosa: células cúbicas ou achatadas com mais queratina que as basais. Começam a formar junções celulares umas com as outras, como desmossomas e tight junctions (daí o aspecto de espinhos).
- Camada granulosa: células achatadas, com grânulos de queratina proeminentes e outros como substâncias outras proteínas (colagénios).
- Camada lúcida: células achatadas hialinas eosinófilas devido a grânulos muito numerosos proteicos. Estas células libertam enzimas que as digerem. A maior parte já está morta (sem núcleo). Estão presentes na pele sem folículos pilosos (pele glabra).
- Camada córnea: constituído de células achatadas eosinófilas sem núcleo (mortas) com grande quantidade de filamentos, principalmente queratinas.
- A junção entre a epiderme e a derme tem forma de papilas, que dão maior superfície de contacto com a derme e maior resistência ao atrito da pele.

### Órgãos anexos da epiderme
- Folículo piloso — produz uma estrutura maciça queratinizada, o pelo, que é produzido por células especializadas na sua raiz, constituindo o bulbo piloso. Tem músculo liso erector e terminações nervosas sensitivas associadas. Os folículos pilosos dos bigodes de alguns animais como o gato são altamente especializados como órgãos dos sentidos.

### Derme
A derme é um tecido conjuntivo que sustenta a epiderme. É constituído por elementos fibrilares, como o colágeno e a elastina e outros elementos da matriz extracelular, como proteínas estruturais, glicosaminoglicanos, íons e água de solvatação. Os fibroblastos são as células envolvidas com a produção dos componentes da matriz extracelular.
A derme é subdividida em duas camadas: a camada papilar em contato com a epiderme, formada por tecido conjuntivo frouxo, e a camada reticular, constituída por tecido conjuntivo denso não modelado, onde predominam as fibras colagenosas. É na derme que se localizam os vasos sanguíneos que nutrem a epiderme, vasos linfáticos e também os nervos e os órgãos sensoriais a eles associados. Estes incluem vários tipos de sensores:
1. Corpúsculo de Vater-Pacini, sensores de adaptação rápida, detectam vibrações nas faixas de 30 a 800 Hz;
2. Corpúsculo de Meissner com função de detecção de pressões de frequência diferente. Detectam vibrações entre 3 e 8 Hz;
3. Corpúsculo de Krause, sensíveis ao frio (pele glabra);
4. Órgão de Ruffini, sensíveis ao calor;
5. Célula de Merckel, sensíveis a tacto e pressão;
6. Folículo piloso, com terminações nervosas associadas;
7. Terminação nervosa livre, com dendritos livres sensíveis à dor e temperatura.

A hipoderme, já não faz parte da pele. É constituída por tecido adiposo que protege contra o frio.
É um tecido conjuntivo frouxo ou adiposo que faz conexão entre a derme e a fáscia muscular e a camada de tecido adiposo é variável à pessoa e localização.
Funções: reservatório energético; isolante térmico; modela superfície corporal; absorção de choque e fixação dos órgãos.
Camadas
- Areolar: superficial; adipócitos globulares e volumosos e numerosos e delicados vasos.
- Lâmina fibrosa: separa a camada areolar da lamelar.
- Lamelar: mais profunda; aumento da espessura com ganho de peso (hiperplasia).

## Tipos de pele
- Pele eudérmica: tem superfície lisa, flexível, lubrificante e umedecida. É aquela onde ocorre um equilíbrio entre o conteúdo hídrico e o conteúdo graxo.
- Pele graxa: emulsão tipo A/O. Aumento de secreção sebácea.
- Pele alípica: secreção sebácea insuficiente e secreção hídrica normal.
- Pele desidratada: caracterizada pela diminuição hídrica normal e secreção sebácea normal.
- Pele hidratada: aumento de teor hídrico. Hiperidrose.
- Pele mista: ocorrência de pele graxa na zona central do rosto e pele alípica nas bochechas.

## Fisiologia (função)
A pele é um órgão muito mais complexo do que aparenta. A sua função principal é a proteção do organismo das ameaças externas físicas. No entanto, ela tem também funções imunitárias, é o principal órgão da regulação do calor, protegendo contra a desidratação. Tem também funções nervosas, constituindo o sentido do tato e metabólicas, como a produção da vitamina D.

### Proteção física
A epiderme secreta proteínas e lípidos (a principal proteína é a queratina) que protegem contra a invasão por parasitas e a injúria mecânica e o atrito. Contra esta também é fundamental o tecido conjuntivo da derme, no qual os fibrócitos depositam proteínas fibrilares com propriedades de resistência à tracção e elasticidade, como os colagénios e a elastina. A melanina produzida pelos seus melanócitos protege contra a radiação, principalmente UV. Sua quantidade aumentada produz o bronzeamento da pele.

### Proteção da desidratação
Uma das funções vitais da pele é a proteção contra a desidratação. Os seres humanos são animais terrestres, e necessitam proteger os seus corpos, compostos principalmente por água, contra a evaporação excessiva e desidratação e o subsequente choque hipovolémico e morte, que seriam inevitáveis num meio seco e quente. É comum vítimas de queimaduras graves entrarem em  choque hipovolémico (sangue com pouco volume devido à perda de água) se perderem superfície cutânea extensamente. A pele protege da desidratação por dois mecanismos. As junções celulares como tight junctions e desmossomas dão coesão às células da epiderme e a sua superfície contínua de membrana lipídica impede a saída de água (que não se mistura com lípidos).

### Regulação da temperatura corporal
A pele também é o principal órgão da regulação da temperatura corporal através de diversos mecanismos:
1. Os vasos sanguíneos subcutâneos contraem-se com o frio e dilatam-se com o calor, de modo a minimizar ou maximizar as perdas de calor.
2. Os folicúlos pilosos têm músculos que produzem a sua erecção com o frio ("pele de galinha"), aprisionando bolhas de ar estático junto à pele que retarda as trocas de calor — um mecanismo mais eficaz nos nossos antepassados mais peludos.
3. As glândulas sudoríparas secretam líquido aquoso cuja evaporação diminui a temperatura superficial do corpo.
4. A presença de tecido adiposo (gordura) subcutâneo protege contra o frio uma vez que a gordura é má condutora de calor.

### Como órgão imunitário
A pele é um órgão importante do sistema imunitário. Ela alberga diversos tipos de leucócitos. Há linfócitos que regulam a resposta imunitária e desenvolvem respostas específicas; células apresentadoras de antigénio (histiócitos ou células de Langerhans) que recolhem moléculas estranhas (possíveis invasores) que levam para os gânglios linfáticos onde as apresentam aos linfócitos CD4+; mastócitos envolvidos em reacções alérgicas e luta contra parasitas.

### Funções metabólicas
As funções metabólicas da pele são importantes. É lá que é fabricada, numa reacção dependente da luz solar, a vitamina D, uma vitamina essencial para o metabolismo do cálcio e portanto na formação/manutenção saudável dos ossos.

### Como órgão dos sentidos
Finalmente, a pele também é um órgão sensorial, constituindo o sentido do tato. Ela apresenta numerosas terminações nervosas, algumas livres, outras com comunicação com órgãos sensoriais especializados, como células de Merckel, folículos pilosos. A pele tem capacidade de detectar sinais que criam as percepções da temperatura, movimento, pressão e dor. É um órgão importante na função sexual.

## Ciclo celular da pele
A pele normal produz cerca de 1 260 células por dia para cada centímetro quadrado e essas células são provenientes de 27 000 células; a pele do doente de psoríase produz 35 000 novas células a cada dia para cada centímetro quadrado e essas células provêm de 52 000 células. A duração normal do ciclo celular da pele é de 311 horas, mas se reduz para 36 na pele psoriática.

### Envelhecimento
Quando há envelhecimento do indivíduo, são formados dois tipos de rugosidades na pele:
1. Rugas de expressão;
2. Rugas de envelhecimento.

Os sulcos de expressão surgem em consequência da repetição constante de determinados movimentos faciais (como frangir a testa), ao passo que as de idade se originam por conta do afrouxamento da musculatura e da própria pele com influência da gravidade.
A Medicina estética cuida dos efeitos das rugas das pessoas, quer através de cirurgias plásticas, quer através de tratamentos, como a aplicação da toxina botulínica, hidratantes, etc.

## Embriologia
A pele é constituída por duas camadas germinativas diferentes: a ectoderme e a mesoderme. A epiderme tem origem na ectoderme, enquanto a derme e o tecido adiposo subcutâneo têm origem mesodérmica.

## Patologia
A pele é um importante órgão na clínica de várias doenças ou condições benignas que a afetam principalmente ou primariamente outros órgãos.
- Acantose nigricans — forma de hiperplasia do epitélio da pele.
- Acne — inflamação dos folículos pilosos devido a infecção pela bactéria Propionibacterium acnes.
- Alopécia — redução parcial ou total de pelos ou cabelos em uma determinada área de pele.
- Carbúnculo — doença infecciosa causada pelo Bacillus anthracis com manifestações cutâneas importantes.
- Celulite — alteração do tecido subcutâneo e gorduroso da pele causando irregularidades na superfície.
- Caspa — descamação da pele e em alguns casos prurido ligeiro,  que afeta principalmente o couro cabeludo.
- Dermatite seborreica — doença inflamatória da pele com etiologia autoimune.
- Efélis ou sarda — é uma hiperpigmentação fotorreativa em alguns pontos da pele que até certo ponto pode ser considerada sem importância (normalmente não necessita de preocupação).
- Hemangioma — tumor benigno causado por um crescimento anormal de vasos sanguíneos.
- Ictiose — doença genética com formação de pseudo-escamas na pele.
- Impetigo — infecção da pele com formação de pústulas por Staphylococcus aureus ou Streptococcus.
- Lentigo — pigmentação da pele semelhante à efelis, mas que não aparece e desaparece com as estações do ano.
- Melanoma maligno — tumor dos melanócitos da pele.
- Melasma — escurecimento da pele devido a hormônios femininos que ocorre sobretudo na gravidez.
- Molusco contagioso — pápula devido a infecção pelo vírus do molusco contagioso.
- Nevo — mancha, pinta ou sinal na pele.
- Pelagra — dermatite devido a deficiência vitamínica.
- Psoríase — doença autoimune da pele, aspecto de intensa descamação.
- Rosácea (doença)
- Pênfigo — doença com formação de bolhas de causa autoimune. Pode ser fatal.
- Púrpura senil — são petéquias, equimoses, ou hematomas, que aparecem no dorso, punhos, antebraços.
- Queimadura
- Tinha — infecção cutânea com fungos. A forma mais importante é o pé de atleta.
- Tumores da pele — outras neoplasias comuns da pele, como nevos (pontos negros — benigno) e carcinomas epidermoides ou basaloides.
- Urticária, Eczema e Eritema multiforme -reações alérgicas da pele.
- Verruga — lesão neoplásica benigna causada por infecção com papilomavirus.
- Vitiligo — doença autoimune da pele (um dos fatores é o psicológico) faz com que determinadas regiões do corpo (começando geralmente nas extremidades) sofram despigmentação, ficando muito mais clara que a pele normal, necessita de tratamento médico.